# 董铺水库
董铺水库位于中国安徽省合肥市蜀山区西北部，水域面积207.5平方公里，总库容2.49亿立方米。水库于1956年11月动工，1958年4月竣工，是合肥市的重要饮用水源，并担负一定的防汛作用。

## 外部連結
- 合肥市董铺.大房郢水库管理处